# Nanni Galli
Giovanni Giuseppe Gilberto Galli, detto Nanni (Bologna, 2 ottobre 1940 – Prato, 12 ottobre 2019), è stato un pilota automobilistico e imprenditore italiano.
Gareggiò in Formula 1.

## Carriera

### Pilota

#### Gli esordi
Conosciuto come Nanni Galli – utilizzando lo pseudonimo di “Nanni” per far fronte alle obiezioni della sua famiglia in merito alla sua passione per i motori –, figlio di un ricco industriale tessile di Prato, esordisce a vent'anni sui kart. Nel 1964, su una 500 Steyr-Puch noleggiata, disputa e vince, nella propria classe di vetture turismo, la Coppa della Consuma e la Bologna Raticosa.
Sempre nel 1964 acquista una Mini Cooper con cui, l'anno dopo, vince tutte e dieci le gare del campionato italiano turismo classe 1150 cc sotto i colori della Scuderia Santo Stefano di Prato laureandosi Campione Italiano di Velocità in quella classe. L'anno seguente guida una Alfa Romeo Giulia GTA preparata dalla S.C.A.R. Autostrada su richiesta di Alfa Romeo, mentre nel 1967 è ingaggiato dall'Autodelta quale pilota ufficiale.

#### La Formula 2 e il Turismo

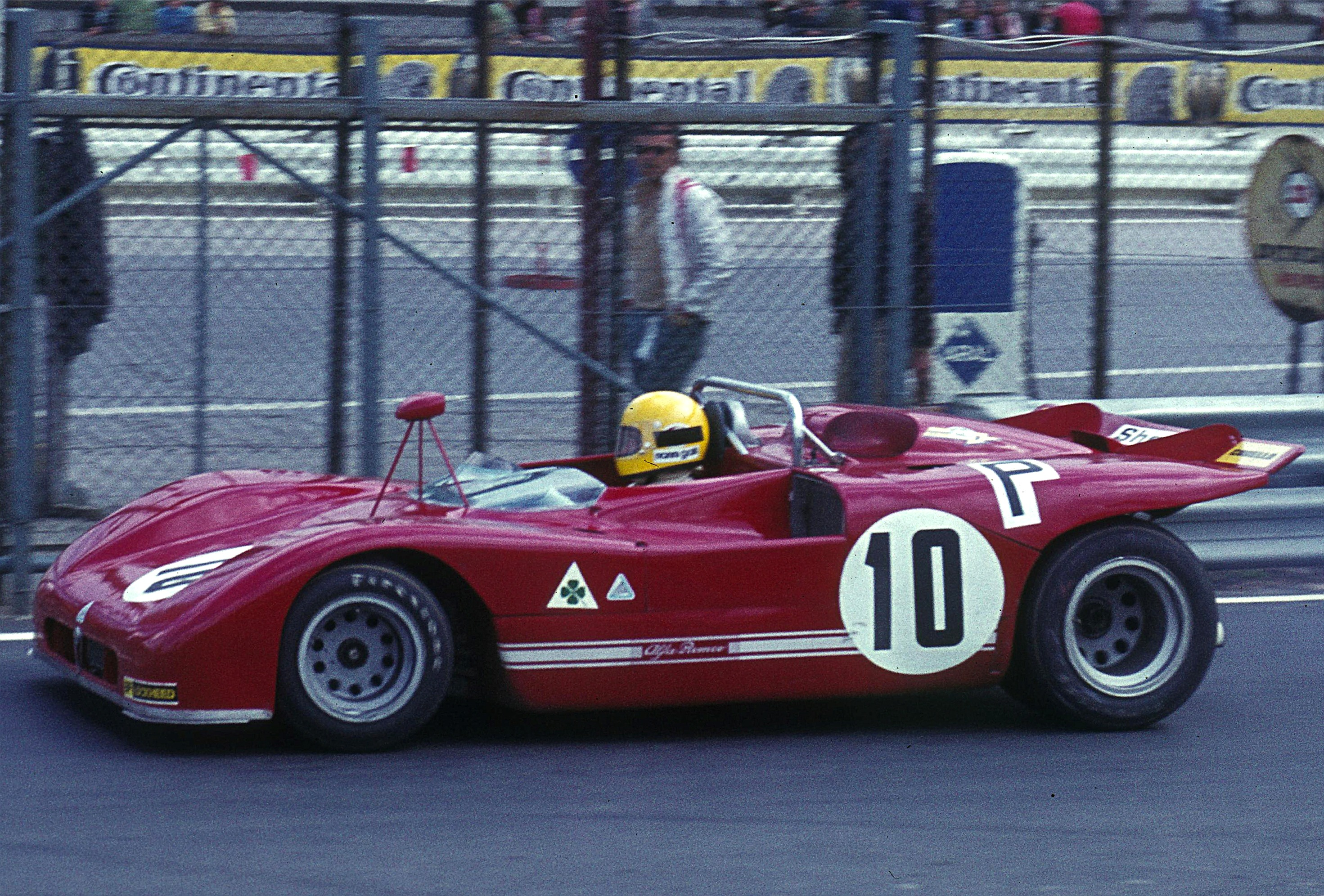
Galli nel 1971, su Alfa Romeo 33/3, alla 1000 km del Nürburgring.

Fa il suo esordio in una gara di Formula 2 (il Gran Premio di Roma corso a Vallelunga) con una Brabham privata. Nel 1968 arriva secondo nella Targa Florio e nella 500 km di Imola (in coppia con Ignazio Giunti), nel 1969 partecipa al GP del Mugello su una Alfa T33/2 preparata da SCAR Autostrada, pista dove aveva vinto la sua prima gara di categoria - l'anno precedente - con Lucien Bianchi e Nino Vaccarella. Disputa anche una gara di F2, campionato al quale parteciperà nel 1969 con la Tecno.

#### La Formula 1
Nel 1970 viene ingaggiato in Formula 1, dalla McLaren motorizzata Alfa Romeo, per il Gran Premio d'Italia senza tuttavia qualificarsi. Continua nella stagione con buoni risultati nelle vetture turismo.
Il 19 luglio 1970 alla guida di una LOLA T 210 stabilì il record sul giro, che resterà imbattuto, del Circuito stradale del Mugello, in 29'36" 8 alla media di 134,128 km/h.

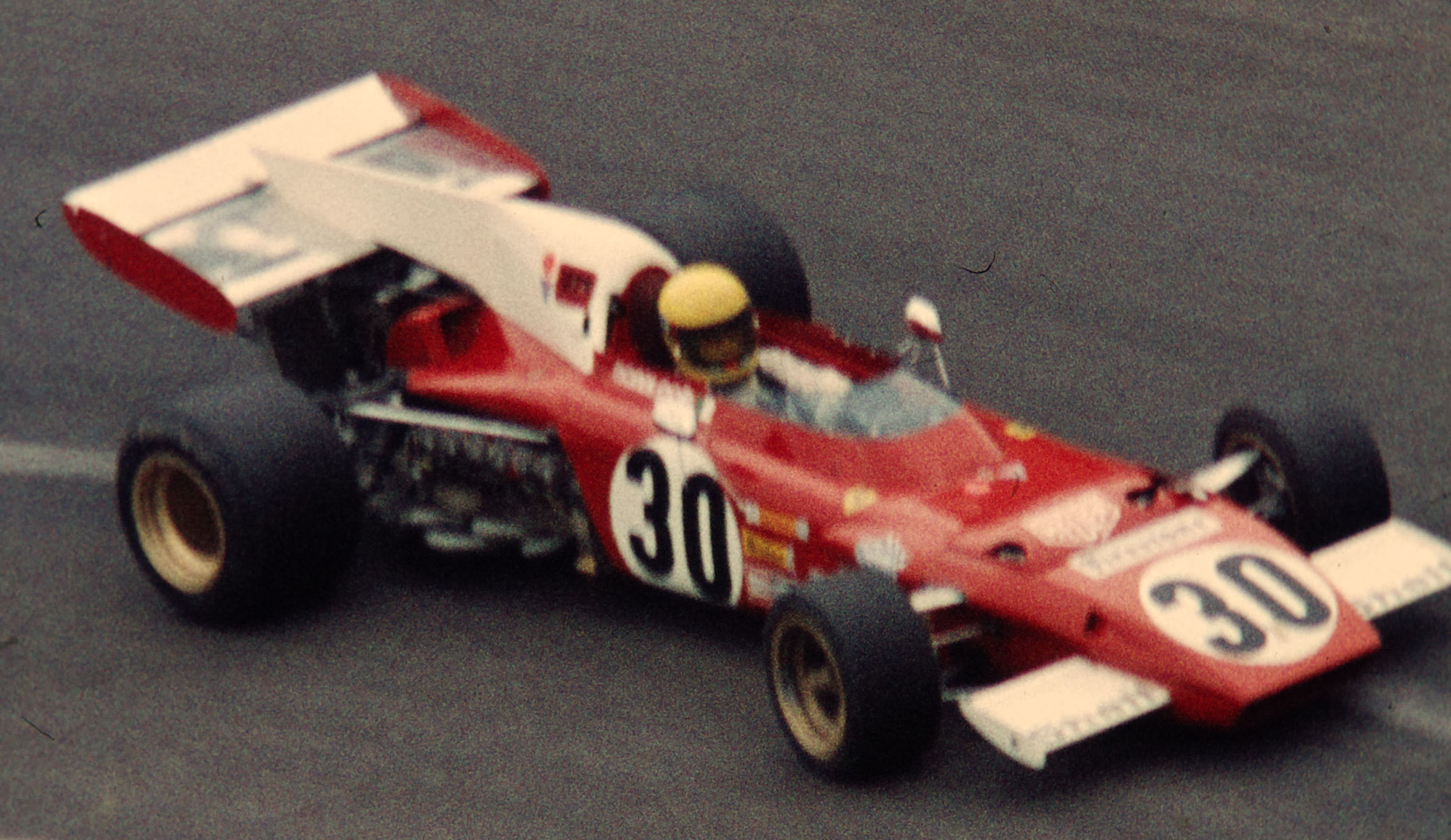
Galli, su Ferrari 312 B2, nel Gran Premio di Francia 1972.

L'annata 1971 inizia con un terzo posto a Buenos Aires e un secondo alla 12 ore di Sebring (sempre con l'Autodelta), prima di ripassare in F1 con la March, ma, al volante della 711, non può realizzare grandi risultati.
Nel 1972 lascia la March per approdare di nuovo alla Tecno. Anche in questo caso la vettura è poco competitiva; è comunque terzo nel Gran Premio Repubblica Italiana (corsa non valida per il mondiale). In stagione però Galli ha l'opportunità di guidare una Ferrari, stante l'indisponibilità temporanea di Clay Regazzoni.
Nel 1973, Galli corre con la Frank Williams Racing Cars, ottenendo come miglior piazzamento un nono posto nel Gran Premio del Brasile.

### Dopo il ritiro
Nel 1974, dopo aver abbandonato la Formula 1, guida una Osella PA2-Abarth in due eventi sportivi, prima di dedicarsi al commercio. Nell'azienda tessile di famiglia diventa uno dei distributori italiani del marchio statunitense Fruit of the Loom, sponsorizzando per un breve periodo la scuderia Williams.
Morto il 12 ottobre 2019, è stato sepolto nel cimitero della Misericordia di Prato, nella cappella di famiglia.

## Opere
- Professione Pilota, Libreria Automotoclub Storico Italiano, Torino, 2016, ISBN 978-88-98344-37-6